# Eigenbistum
Ein Eigenbistum ist ein Bistum, dessen Bischöfe von einem Erzbischof einer Diözese quasi als Ableger ausgewählt, ernannt, investiert und belehnt werden.
In der gesamten römisch-katholischen Kirchengeschichte entstanden Eigenbistümer ausschließlich in der Erzdiözese Salzburg, da nur hier die nötigen päpstlichen Privilegien vorhanden waren. Das erste Eigenbistum war Gurk (heute Gurk-Klagenfurt),  gegründet von Salzburger Erzbischof Gebhard im Jahr 1072. Erst 1933 wurde dieses Recht des Salzburger Erzbischofs im Österreichischen Konkordat aufgehoben.

## Die Salzburger Eigenbistümer
- Gurk (heute Gurk-Klagenfurt), gegründet von Gebhard 1072
- Chiemsee, gegründet von Eberhard von Regensberg 1215
- Seckau (heute Graz-Seckau), gegründet von Eberhard von Regensberg 1218
- Lavant (heute Maribor-Lavant), gegründet von Eberhard von Regensberg 1225
- Leoben 1786, gegründet von Hieronymus von Colloredo

Gurk und Seckau gehören heute noch zum Metropolitanbistum Salzburg.